# Symplocos atlantica
A azeitoninha-das-nuvens (Symplocos atlantica) é uma espécie de árvore da Mata Atlântica.